# Cain and Abel
Cain and Abel (часто скорочено Cain) був інструментом відновлення пароля для Microsoft Windows. Він міг відновлювати багато типів паролів за допомогою таких методів, як перехоплення мережевих пакетів, злом різних хешів паролів за допомогою таких методів, як атаки за словником, атаки грубої сили та криптоаналітичні атаки. Криптоаналітичні атаки здійснювалися за допомогою райдужних таблиць, які можна було створити за допомогою програми winrtgen.exe, що постачалася разом з Cain and Abel. Cain and Abel підтримували Массіміліано Монторо і Шон Бебкок.

## Функції
- Злом WEP
- Прискорення швидкості захоплення пакетів шляхом бездротової ін'єкції пакетів
- Можливість запису розмов VoIP
- Розшифровка зашифрованих паролів
- Розрахунок хешів
- Traceroute
- Розкриття скриньок паролів
- Розкриття кешованих паролів
- Вивантаження паролів захищеного сховища
- ARP spoofing
- Перетворювач IP-адрес на MAC
- Сніфер мережевого пароля
- Вивантаження секретів LSA(інші мови)
- Можливість злому:
  - Хеші LM(інші мови) і NTLM
  - Хеші NTLMv2
  - Хеші Microsoft Cache
  - Файли Microsoft Windows PWL
  - Cisco IOS — хеші MD5
  - Cisco PIX(інші мови) — хеші MD5
  - APOP — хеші MD5
  - CRAM-MD5 Хеші MD5
  - OSPF — хеші MD5
  - Хеші RIPv2 MD5
  - VRRP(інші мови) — хеші HMAC
  - Virtual Network Computing (VNC) Triple DES
  - Хеші MD2
  - Хеші MD4
  - Хеші MD5
  - Хеші SHA-1
  - Хеші SHA-2
  - Хеші RIPEMD-160(інші мови)
  - Хеші Kerberos 5
  - Хеші спільного ключа RADIUS
  - Хеші IKE PSK(інші мови)
  - Хеші MSSQL
  - Хеші MySQL
  - Хеші Oracle і SIP

## Статус з антивірусними сканерами
Деякі сканери вірусів (і браузери, наприклад Google Chrome 20.0.1132.47) виявляють Cain і Abel як зловмисне програмне забезпечення.
Avast! визначає його як «Win32:Cain-B [Tool]» і класифікує як «Іншу потенційно небезпечну програму», тоді як Microsoft Security Essentials визначає це як «Win32/Cain!4_9_14» і класифікує як «Інструмент: ця програма має потенційно небажану поведінку». Навіть якщо каталог встановлення Cain, а також слово «Cain» буде додано до списку виключень Avast, відомо, що сканер у реальному часі зупиняє роботу Cain. Однак остання версія Avast більше не блокує Cain.
Symantec (розробник сімейства програмного забезпечення комп'ютерної безпеки Norton) виявив уразливість переповнення буфера у версії 4.9.24, яка дозволяла віддалене виконання коду, якщо програма використовувалася для відкриття великого файлу RDP, як це може статися під час використання програми для аналізу мережевого трафіку. Уразливість також була присутня в попередній версії (4.9.23) і була виправлена в наступному випуску.